# Llançagranades Tipus 100
El Llançagranades de fusell Tipus 100, era, com el seu nom diu, un llançagranades, el qual s'afegia a la boca del fusell, per a poder propulsar les granades de mà a una distància major. Va ser dissenyat, produït i utilitzat per l'Imperi Japonès, i utilitzat per l'Exèrcit Imperial Japonès durant la Segona Guerra Mundial.

## Història
El llançagranades Tipus 100, va ser introduït a l'Exèrcit Imperial Japonès en 1939, per a ser utilitzat en els fusells Arisaka Tipus 38 i en el Tipus 99. Aquest llançagranades tenia la capacitat de propulsar les granades de mà estàndards de l'exèrcit japonès, és a dir, les granades Tipus 91 i la Tipus 99. Aquest llançagranades tenia un disseny molt innovador que permetia que es poguessin utilitzar bales normals per a propulsar la granada, en comptes de bales de fogueig. Encara que això va fer que el llançagranades fos més pesat i menys precís que els seus contemporanis que utilitzaven munició de fogueig. La distància estàndard per a disparar una granada d'aquest fusell eren els 95 metres amb la munició de 7,7 mm i a una distància màxima de 75 metres amb la munició de 6,5 mm.